# Larutia penangensis
Larutia penangensis es una especie de escincomorfos de la familia Scincidae.

## Distribución geográfica yhábitat
Es endémica de la isla de Penang (Malasia Peninsular). Su rango altitudinal oscila alrededor de 308 m s. n. m..